# 津本幸司
津本 幸司（つもと こうじ、1974年11月12日 - ）は、日本の音楽教育家、ギタリスト。バークリー音楽大学卒業。東京藝術大学大学院修士課程修了。奈良県生まれ。

## 来歴
1974年奈良県奈良市で教師の両親の長男として生まれる。幼少の頃から海外で生活をし、ピアノ、クラシック・ギター、フルート、声楽を学んだ。米国カリフォルニアの音楽高校を飛び級で卒業した後、一時帰国し、京都の同志社国際高校に編入した。1994年にバークリー音楽大学入学し、2年後の1996年には同大学在学中に代理講師を務めながら、ブロードウェイミュージカル『レント』のキーボーディスト兼ギタリストに就任した。
在学中に日本のプロダクションからスカウトされ、3年間でバークリー音楽大学を首席卒業（ジャズ演奏科）し帰国。東京にISMギタリスト養成所設立した。ジョン・スコフィールド ら著名人等との共演や歌手のツアー演奏、スタジオ・ミュージシャンとしての活動後、1999年ワーナーミュージック・ジャパンよりソロデビューした。
組織に属すことを嫌う津本は2年でレコード契約を終了し2001年に独立し、2003年に自身のレコード・レーベルであるエイジアンサウンド・インターナショナル株式会社設立した。複数のアルバムを制作したが、同時にこの当時から音楽家コーチングとして「どのようにして音楽家になるか」を指導し始めた。社会人として東京藝術大学大学院音楽研究科修士課程（音響学・音響心理）を修了し、博士課程を単位所得退学した。
39歳の時にセミリタイアとして営利目的の演奏活動は引退した。その後も教則本の執筆は続け、2019年には集大成の総合エレクトリック・ギター教育メソッド「トータル・ギター・メソッド」を完成した。
2020年以降は音楽家コーチングに専念し、音楽家のための書籍の執筆を続けた。

## 著書
- 『音楽家の思考実現術』（2023.7.17、デザインエッグ）
- 『音楽家の資産形成術』（2023.12.11、デザインエッグ）
- 『音楽家の時間管理術』（2024.4.8、デザインエッグ）
- 『音楽家の歴史吸収術』（2024.8.19、デザインエッグ）
- 『音楽家の音響学入門』（2025.4.21、デザインエッグ）

## ディスコグラフィ
CD
- 『Subconscious』 (1999)
- 『絹道/Kinu-Michi〜1st〜』(2002)
- 『絹道/Kinu-Michi～2nd～』(2004)
- 『Subconscious Retake』(2006)
- 『絹道/Kinu-Michi～a day～』(2008)
- 『絹道/Kinu-Michi 3.5～ballads～』(2013)

## 教則本
- 『ギタリスト養成講座　初級編』（2001.8.2、シンコーミュージック）
- 『ギタリスト養成講座　中級編』（2002.6.20、シンコーミュージック）
- 『ベーシスト養成講座　初級編』（2002.9.14、シンコーミュージック）
- 『ギタリスト養成講座　カッティング編グルーヴパターン』（2004.9.22、シンコーミュージック）
- 『ギタリスト養成講座　365日のエクササイズ編』（2004.11.19、シンコーミュージック）
- 『ギタリスト養成講座　カッティング編フレーズ＆フィルズ』（2005.5.10、シンコーミュージック）
- 『ギタリスト養成講座　固定アルペジオ編』（2006.4.26、シンコーミュージック）
- 『ギタリスト養成講座　移動アルペジオ編』（2006.4.26、シンコーミュージック）
- 『ギタリスト養成講座　365日のスケール編』（2006.7.27、シンコーミュージック）
- 『アカデミック・スケール・セミナー』（2007.6.27、シンコーミュージック）
- 『ギターが飛躍的に上達する60の方法』（2007.10.30、シンコーミュージック）
- 『ベースが飛躍的に上達する60の方法』（2008.6.13、シンコーミュージック）
- 『ギタリストの盲点』（2008.1.17、シンコーミュージック）
- 『今さら人に聞けないギターの基本』（2008.12.19、シンコーミュージック）
- 『唄って覚えるギター・フレーズ』（2009.11.25、シンコーミュージック）
- 『スタイル別ソロが弾けるようになる本　ロック／ジャズ／ブルース編』（2011.10.05、シンコーミュージック）
- 『スタイル別ソロが弾けるようになる本　ロック／メタル／ブルース編』（2011.12.11、シンコーミュージック）
- 『モード奏法完全制覇！』教則DVD（2012.6.28、シンコーミュージック）
- 『ギタリストのための作曲講座』（2014.3.31、シンコーミュージック）
- 『ギタリスト養成講座　初級編』教則DVD（2015.12.28、シンコーミュージック）

## 音楽理論書
- 『さるでも分かる音楽理論　上巻』（2011.3.31、シンコーミュージック）
- 『さるでも分かる音楽理論　下巻』（2011.3.31、シンコーミュージック）

## ギター教則メソッド
- 『トータル・ギター・メソッド』（2019.4.29、トータル・ギター・メソッド・カンパニー）

## 機材
- ギター
  - Ibanez：Koji Tsumoto Model KT001（2007）
  - Ibanez：Koji Tsumoto Model KT002（2007）
- アンプ
  - Bogner：Ecstasy 101B Metal Grill Front (2004)
  - Bogner：Ecstasy 101B  Custom Color (2005)
  - Bogner：Ecstasy 20th Anniversary Model (2010)
  - Bogner：Ecstasy 20th Anniversary Model Custom White Color (2012)
- 弦
  - Elixir：Nano web 0.10-0.46
- ケーブル
  - TGM：TGM Cable
- ピック
  - Ibanez：Koji Tsumoto Model　H6-TK7
  - Ibanez：Koji Tsumoto Model　H6-TK8